# Hugo Lepe
Hugo Mario Lepe Gajardo (* 14. April 1940 in Santiago de Chile (nach anderen Quellen am 8. Mai 1934) in Santiago de Chile; † 4. Juli 1991 ebenda) war ein chilenischer Fußballspieler. Er nahm mit der Nationalmannschaft seines Landes an der Fußball-Weltmeisterschaft 1962 teil.

## Karriere

### Verein
Lepe spielte von 1958 bis 1959 für den Hauptstadtklub CF Universidad de Chile, mit dem er seine erste Meisterschaft gewann. 1960 wechselte er zum CD Santiago Morning, für den er bis 1962 spielte. 1963 schloss sich Lepe dem CSD Colo-Colo an, mit dem er im selben Jahr seinen zweiten Meistertitel holte. Er spielte bis zum Ende der Spielzeit 1967 für Colo-Colo.
Er gehörte 1965 zu den Gründungsmitgliedern der Spielergewerkschaft Sindicato de Futbolistas Profesionales de Chile (SIFUP).

### Nationalmannschaft
Sein einziges Spiel für die chilenische Nationalelf bestritt Lepe am 9. Dezember 1961 beim 5:1 Chiles im Freundschaftsspiel gegen Ungarn.
Anlässlich der Weltmeisterschaft 1962 im eigenen Land berief ihn Nationaltrainer Fernando Riera in das chilenische Aufgebot. Er blieb während des Turniers jedoch ohne Einsatz.

## Erfolge
- Chilenischer Meister: 1959, 1963